# Miroslav Varžić
Miroslav Varžić, (Zelčin 21. veljače 1963.) kulturni animator i pjesnik slavonskog izričaja iz Valpovštine. Idejni je tvorac i oživotvoritelj dviju manifestacija u Zelčinu: Vatre na konjari (2002. – 2012. godine) i Šokački korijeni (2004. – 2009. godine). Idejni je začetnik i suosnivač pjesničke udruge Poeta u Valpovu. 
Godine 1996. izdao je zbirku pjesama "Kruh naš slavonski", a 2018.  "U krilu zemlje slavonske" .

## Vanjske poveznice
Vatre na konjari  Arhivirana inačica izvorne stranice od 12. ožujka 2007. (Wayback Machine)